# William Botting Hemsley
William Botting Hemsley, född 29 december 1843 i East Hoathly, död 7 oktober 1924 i Kent, var en engelsk botaniker som från 1860 och större delen av sitt liv arbetade vid Royal Botanic Gardens, Kew. 1889 blev han Fellow of the Royal Society.
Auktorsnamnet Hemsl. kan användas för William Botting Hemsley i samband med ett vetenskapligt namn inom botaniken; se Wikipediaartiklar som länkar till auktorsnamnet.